# Donji Rinj
Donji Rinj (en serbe cyrillique : Доњи Рињ) est un village de Serbie situé dans la municipalité de Bela Palanka, district de Pirot. Au recensement de 2011, il comptait 4 habitants.

## Démographie
| 1948 | 1953 | 1961 | 1971 | 1981 | 1991 | 2002 | 2011 |
| ---- | ---- | ---- | ---- | ---- | ---- | ---- | ---- |
| 256  | 260  | 177  | 116  | 45   | 23   | 13   | 4    |

|  |